# أبو حصرو
أبو خسرو أو أبو حصرو أو أبو كسرى كان الحاكم المؤسس لدولة سرير (داغستان الحديثة) في منتصف القرن الثامن وفي عهده غزا الخليفة مروان الثاني داغستان.

## علم أصول الكلمات
عُثر على اسمه لأول مرة في العمل الجورجي "السجل التاريخي لجنشير المنحول [الإنجليزية]"، والذي يقول أنه في القرن الثامن، كان سكان توشيتي [الإنجليزية]، وكذلك الآفار وجميع الوثنيين في تلك الأماكن يحكمهم الأمير أبو خسرو، الذي يمنحه "السجل التاريخي" اللقب الجورجي إريستافي [الإنجليزية] ("دوق"). الجزء الثاني من اسم أبو خسرو – "خسرو" – يعني في الترجمة من اللغة الفارسية "الحاكم، الملك". أما الجزء الأول من الاسم هو "أبو" وهي الكلمة العربية التي تعني "الأب"؛ وهي جزء من الاسم العربي (كنية)، وتعني "والد". يشكل اسمًا تنازليًا للجنس للابن البكر، وبالتالي اتضح أنه كان والد ابنه الأكبر، الذي كان اسمه خسرو، لكن اسمه غير معروف، والذي أخضع حاكم خانية الآفار في عام 739 م.

## الأصل
في علم أنساب خانية الآفار (الحكام) في السجل التاريخي لمحمد رافع (القرن الرابع عشر) "تاريخ داغستان"، فإن الأول في القائمة الطويلة لأسلاف ساراتان خان [الإنجليزية] هو أرسكان (ويسمى أيضًا أروشخان أو أراسخان أو أوروشخان (هذا الأخير يترجم حرفيًا إلى "خان روسي")). وفي سجلات حملة الغازي على مجتمع "الشوبوت"، يُذكر أن أوروس هو والد ساراتان، وأنهم من نسل أبي خسرو. يظهر "أبو حصرو" في المصدر الجورجي "لجنشير المنحول [الإنجليزية]" باعتباره "من نسل حكام المرتفعات".

## التاريخ
في المصدر الجورجي "السجل التاريخي لجنشير المنحول [الإنجليزية]" يقال إنه في عصر حملات مروان، الذي أخضع خنزاخ في عام 739، كان أرشيل الكاكيتي [الإنجليزية] ، ابن ستيفن الكختي [الإنجليزية]، حاكم القوقاز والأراضي المجاورة في جورجيا، وكان معاصره حاكم شعب سرير أبو خسرو. ويذكر في العمل المذكور أعلاه أنه بعد رحيل مروان الثاني من جورجيا، وصل الملك أرتشيل إلى كاخيتي. ويقال أيضًا أنه في ذلك الوقت، كان الأمير أبو خسرو، الذي يمنحه "السجل التاريخي" اللقب الجورجي إريستافي [الإنجليزية] (دوق)، يحكم شعب توشيتي [الإنجليزية]، التي تقع في المناطق العليا من جبال الأنديز كويسو، كما حكم "خنز وجميع الوثنيين في تلك الأماكن". في ذلك الوقت، كان الأمير أبو خسرو يمتلك أيضًا منطقة تسوكيتي، والتي عادة ما يتم تحديدها بحوض نهر كورموكتشاي.
ولم يعرب الملك أرتشيل [الإنجليزية] عن رغبته في انتزاع أراضيه من أبي حصرو. وبدلًا من ذلك، بنى مدينة نوكباتي المحصنة في النهرين، ولكن الخليفة جاء وأباد النوخباتيين". يحدد الباحث ج. جيبولاييف "نخباتي" - وهي قلعة تقع بين النهرين - بقرية نخبيك الآفارية ، التي تقع على بعد حوالي 25 كيلومترًا (15.5ميل)من نهر الدانوب جنوب مدينة زقاتالا [الإنجليزية] الحديثة.
آخر مكان ذُكر فيه اسمه في السجل التاريخي هو أنه بعد حوالي 50 عامًا من حملة الخليفة مروان ضد جورجيا، أي بين عامي 785 و787، أنشأ الحاكم الجورجي أرتشيل [الإنجليزية] اتحاد زواج مثير للاهتمام. "لقد تزوج امرأة من عشيرة أبو خسرو" (وفقًا لنسخة أخرى، زوجة أبو خسرو )، لأحد أقارب أمراء السيادة في جنوب جورجيا الذين حملوا اللقب الإيراني بيتياخش [الإنجليزية] (نائب الملك).

## طالع أيضًا
- سرير
- داغستان
- خانات الآفار